# 崔知悌
崔知悌（？—681年10月8日），唐朝许州鄢陵人，出自清河崔氏許州鄢陵房，利州刺史崔樞的孙子，峽州刺史崔義直的儿子，崔知温的哥哥。
崔知悌官至中书侍郎。与戴至德、郝处俊、李敬玄等一起受到唐高宗所赐飞白书赞，赐戴至德为“泛洪源，俟舟楫”，郝处俊为“飞九霄，假六翮”，李敬玄为“资启沃，罄丹诚”，崔知悌为“竭忠节，赞皇猷”。转任尚书左丞。仪凤元年（676年）十二月，遣使分道巡抚：宰相来恒巡抚河南道，薛元超巡抚河北道，尚书左丞崔知悌等巡抚江南道。仪凤四年（679年）四月，尚书左丞崔知悌为户部尚书。裴行俭破突厥，斩杀阿史那泥熟匐，残部退到狼山，唐高宗派户部尚书崔知悌驰马至往定襄慰劳将士，辅助裴行俭平定阿史那伏念，有功。永隆二年八月廿一（681年10月8日），户部尚书崔知悌去世。崔知悌著《法例》二卷，医书《骨蒸病灸方》一卷、《产图》一卷，《崔知悌集》五卷。其子崔祐之，官至博州刺史。